# Heteroconops minutus
Heteroconops minutus är en tvåvingeart som beskrevs av Krober 1940. Heteroconops minutus ingår i släktet Heteroconops och familjen stekelflugor. Inga underarter finns listade i Catalogue of Life.